# Rachel Bootsma

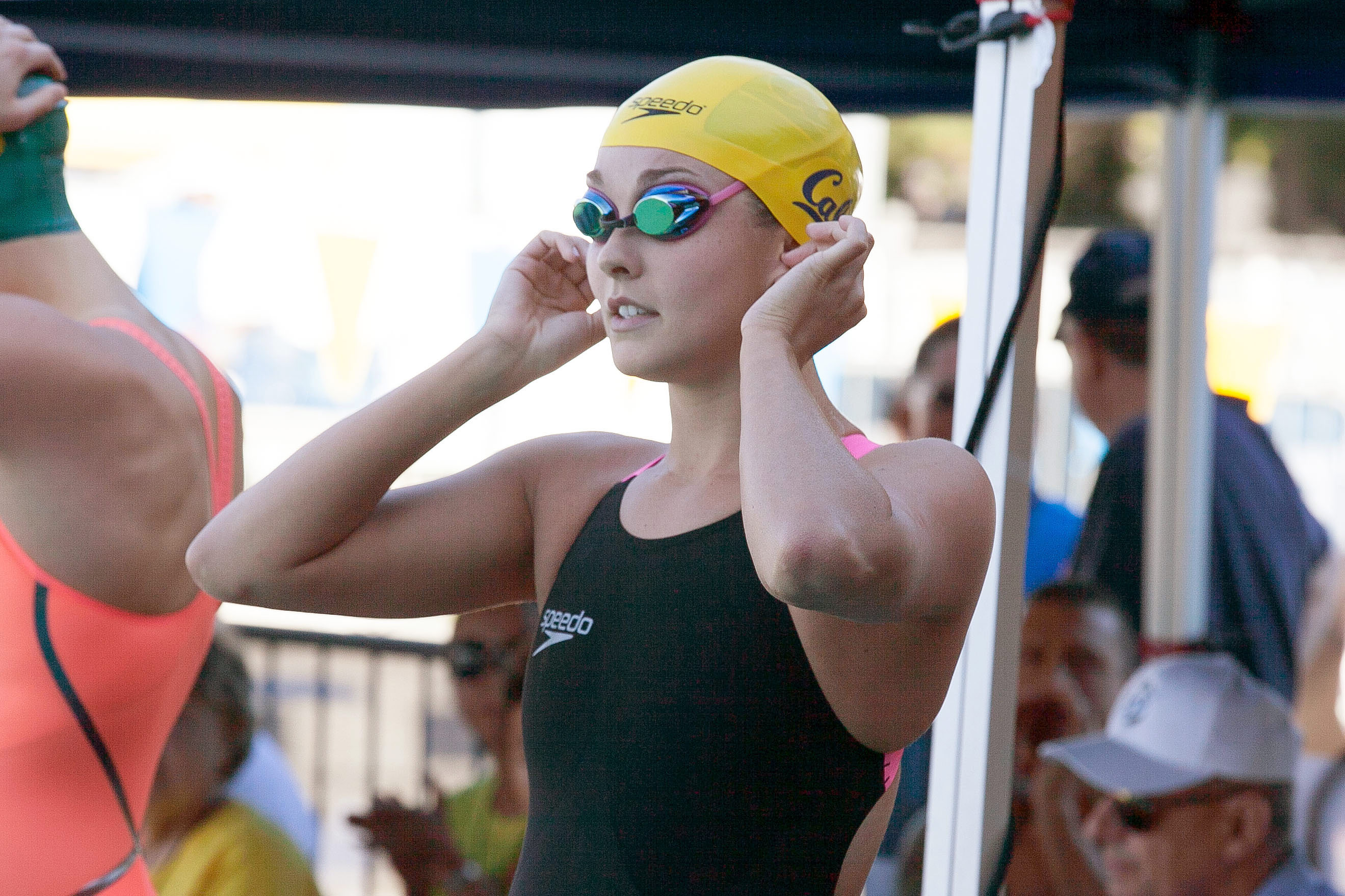
Rachel Bootsma 2016 in Santa Clara

Rachel Kristine Bootsma (* 15. Dezember 1993 in Robbinsdale, Minnesota) ist eine ehemalige Schwimmerin aus den Vereinigten Staaten. Sie gewann bei Olympischen Spielen eine Goldmedaille und bei Panamerikanischen Spielen zwei Goldmedaillen.

## Sportliche Karriere
Rachel Bootsma begann ihre Karriere bei den Aquajets in Minnesota. Von 2012 bis 2016 studierte sie an der University of California, Berkeley und schwamm für deren Sportteam. In dieser Zeit gewann sie dreimal den Meistertitel der National Collegiate Athletic Association über 100 Yards Rücken.
Bei den Pan Pacific Swimming Championships 2010 in Irvine siegte die Australierin Sophie Edington über 50 Meter Rücken vor Aya Terakawa aus Japan. 0,4 Sekunden hinter der Japanerin schlugen drei Schwimmerinnen zeitgleich an und erhielten jeweils eine Bronzemedaille: Rachel Bootsma, Fabiola Molina aus Brasilien und Emily Thomas aus Neuseeland. 2011 bei den Panamerikanischen Spielen in Guadalajara gewann Bootsma den Titel über 100 Meter Rücken vor ihrer Landsfrau Elizabeth Pelton. In der 4-mal-100-Meter-Lagenstaffel siegten Rachel Bootsma, Annie Chandler, Claire Donahue und Amanda Kendall mit über sechs Sekunden Vorsprung vor den Kanadierinnen.
Im Jahr darauf bei den Olympischen Spielen in London trat Bootsma zunächst über 100 Meter Rücken an. Sie schwamm sowohl im Vorlauf als auch im Halbfinale die elftbeste Zeit. Olympiasiegerin wurde ihre Landsfrau Missy Franklin. In der 4-mal-100-Meter-Lagenstaffel erreichten Rachel Bootsma, Breeja Larson, Claire Donahue und Jessica Hardy das Finale mit der viertschnellsten Vorlaufzeit. Im Endlauf waren Missy Franklin, Rebecca Soni, Dana Vollmer und Allison Schmitt fast sieben Sekunden schneller als die Vorlaufstaffel und stellten in 3:52,05 Minuten einen neuen Weltrekord auf. Wie seit 1984 üblich erhielten alle acht beteiligten Schwimmerinnen aus den Vereinigten Staaten eine Goldmedaille.
2013 belegte Bootsma bei den Weltmeisterschaften in Barcelona den siebten Platz über 50 Meter Rücken. Im Jahr darauf nahm sie an den Pan Pacific Championships in Gold Coast teil, konnte sich aber nicht für einen Endlauf qualifizieren. 2015 erschwamm Bootsma bei der Universiade in Gwangju zwei Bronzemedaillen. Über 100 Meter Rücken wurde sie Dritte hinter der Kanadierin Kylie Masse und Elizabeth Pelton. Über 50 Meter Rücken schlug Bootsma als Vierte an mit 0,04 Sekunden Rückstand auf Silber. Die zweite Bronzemedaille erhielt sie für ihren Vorlaufeinsatz in der Lagenstaffel, im Endlauf schwamm Pelton.